# 歌川貞歌女
歌川 貞歌女（うたがわ さだかめ、生没年不詳）とは、江戸時代の浮世絵師。

## 来歴
歌川国貞の門人。歌川の画姓を称し作画期は文政の頃とされる。文政11年（1828年）建立の豊国先生瘞筆之碑に、「国貞社中」として「貞歌女」の名がある。また文政12年1月、市村座の芝居を描いた役者絵の画中に「貞哥女筆」、『偐紫田舎源氏』の第二編上（文政13年刊行）に「国貞門人貞哥女筆」とある。なお『浮世絵師便覧』には三代目豊国（国貞）門人として「貞歌」（さだうた）という名が見えるが、これが同一人かどうかは不明である。